# Holanda do Sul
Holanda do Sul (neerlandês: Zuid-Holland) é uma província dos  Países Baixos, situada no oeste do país, na costa do Mar do Norte. É uma das províncias neerlandesas mais povoadas e industrializadas. A capital da província é Haia, e sua maior cidade é Roterdão.

## Municípios (52)
A Holanda do Sul está dividida em sessenta municípios.
- Alblasserdam
- Albrandswaard
- Alphen aan den Rijn
- Barendrecht
- Bodegraven-Reeuwijk
- Brielle
- Capelle aan den IJssel
- Delft
- Dordrecht
- Goeree-Overflakkee
- Gorinchem
- Gouda
- Haia (Den Haag)
- Hardinxveld-Giessendam
- Hellevoetsluis
- Hendrik-Ido-Ambacht
- Hillegom
- Hoeksche Waard
- Kaag en Braassem
- Katwijk
- Krimpen aan den Ijssel
- Krimpenerwaard
- Lansingerland
- Leida (Leiden)
- Leiderdorp
- Leidschendam-Voorburg
- Lisse
- Maassluis
- Midden-Delfland
- Molenlanden
- Nieuwkoop
- Nissewaard
- Noordwijk
- Oegstgeest
- Papendrecht
- Pijnacker-Nootdorp
- Ridderkerk
- Rijswijk
- Roterdão (Rotterdam)
- Schiedam
- Sliedrecht
- Teylingen
- Vlaardingen
- Voorschoten
- Waddinxveen
- Wassenaar
- Westland
- Westvoorne
- Zoetermeer
- Zoeterwoude
- Zuidplas
- Zwijndrecht

## Localidades
A lista de localidades é incompleta.
- Achttienhoven
- Alblasserdam
- Albrandswaard
- Alkemade
- Alphen aan den Rijn
- Barendrecht
- Beneden-Haastrecht
- Benedenkerk
- Benedenheul
- Bergambacht
- Bernisse
- Binnenmaas
- Bleskensgraaf
- Blokland
- Bodegraven
- Bonrepas
- Boskoop
- Boven-Haastrecht
- Bovenkerk
- Brandwijk
- Brielle
- Capelle aan den IJssel
- Cromstrijen
- Delft
- Dirksland
- Dordrecht
- Driebruggen
- Gelderswoude
- Gelkenes
- Giessen-Oudekerk
- Giessenburg
- Gijbeland
- Goedereede
- Gorinchem
- Gouda
- Goudriaan
- Goudseweg
- Goudswaard
- Graafland
- Graafstroom
- Haastrecht
- Haia (Den Haag ou  's-Gravenhage)
- Hardinxveld
- Hazerswoude-Dorp
- Hazerswoude-Rijndijk
- Heenweg
- Helhoek
- Hellevoetsluis
- Hendrik-Ido-Ambacht
- Het Beijersche
- Hillegom
- Hogebrug
- Honselersdijk
- Hoogblokland
- Hoornaar
- Jacobswoude
- Katwijk
- Koolwijk
- Korendijk
- Koudekerk aan den Rijn
- Krimpen aan den IJssel
- Kruiningergors
- Kwintsheul
- Langerak
- Langeweide
- Lansingerland
- Leida (Leiden)
- Leiderdorp
- Leidschendam
- Liesveld
- Lisse
- Maasdijk
- Maassluis
- Mariëndijk
- Meije
- Middelburg
- Middelharnis
- Moerkapelle
- Molenaarsgraaf
- Moordrecht
- Nieuw-Beijerland
- Nieuw-Lekkerland
- Nieuwe Tuinen
- Nieuwendijk
- Nieuwerkerk aan den IJssel
- Nieuwerbrug
- Nieuwkoop
- Nieuwveen
- Noordeinde
- Noordeloos
- Noorden
- Noordse Dorp
- Noordsebuurt
- Noordwijk
- Noordwijkerhout
- Noordzijde
- Nootdorp
- Oegstgeest
- Oostbuurt
- Oostdijk
- Oostvoorne
- Ottoland
- Oud-Alblas
- Oud-Beijerland
- Oud-Bodegraven
- Oud-Reeuwijk
- Oudendijk
- Ouderkerk
- Oukoop
- Overslingeland
- Papendrecht
- Piershil
- Pijnacker
- Platteweg
- Poeldijk
- Poortugaal
- Randenburg
- Reeuwijk
- Reeuwijk-Dorp
- Ridderkerk
- Rietveld
- Rijnwoude
- Rijswijk
- Rockanje
- Rolpaal
- Roterdão (Rotterdam)
- Rozenburg
- Rozendaal
- Schelluinen
- Schenkeldijk
- Schiedam
- Schoonhoven
- Schoonouwen
- Sliedrecht
- Slikkendam
- Sluipwijk
- Stein
- Stolwijk
- Spijkenisse
- Streefkerk
- Strijen
- Strype
- Stuifakker
- Tempel
- Teylingen
- Tiengemeten
- Tinte
- Vierpolders
- Visschershoek
- Vlaardingen
- Vlist
- Voorburg
- Voorschoten
- Vrouwenakker
- Waal
- Waarder
- Waddinxveen
- Wassenaar
- Weijland
- Weijpoort
- Weipoort
- Westeinde
- Westerlee
- Westvoorne
- Wijngaarden
- Woerdense Verlaat
- Zederik
- Zevenhoven
- Zevenhuizen
- Zoetermeer
- Zoeterwoude
- Zoeterwoude-Dorp
- Zoeterwoude-Rijndijk
- Zuid-Beijerland
- Zuidbuurt
- Zuideinde
- Zuidzijde
- Zuidzijde
- Zwartewaal
- Zwartsluisje
- Zwijndrecht